# Ventilago denticulata
Ventilago denticulata är en brakvedsväxtart som beskrevs av Carl Ludwig von Willdenow. Ventilago denticulata ingår i släktet Ventilago och familjen brakvedsväxter.

## Underarter
Arten delas in i följande underarter:
- V. d. acuta
- V. d. bifida

## Bildgalleri

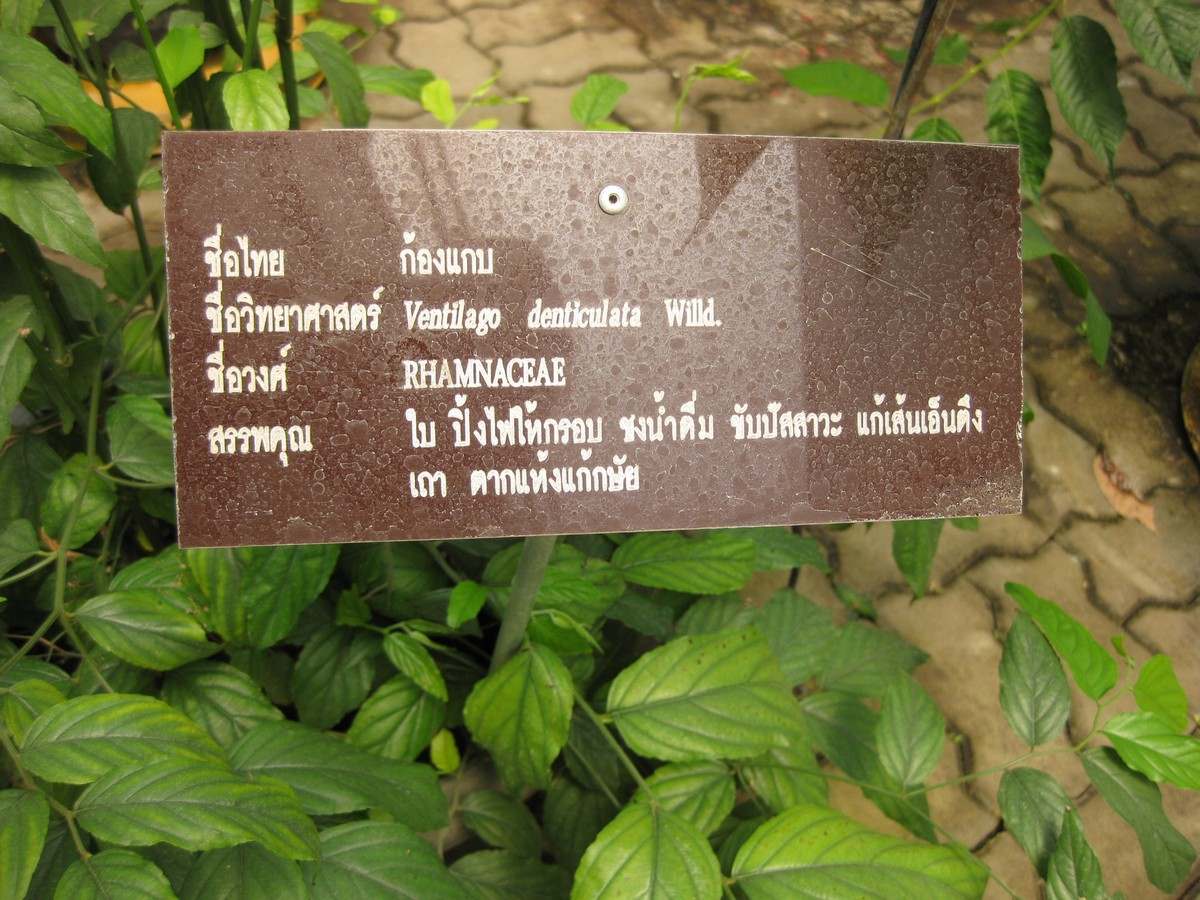
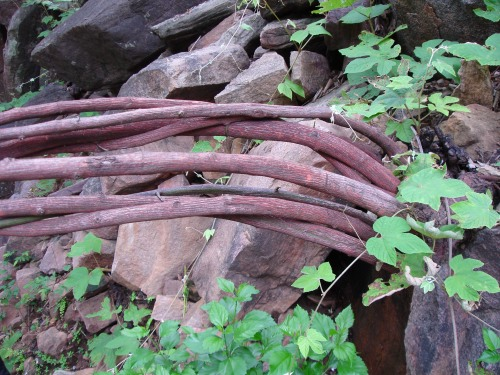